# Rathaus Könnern

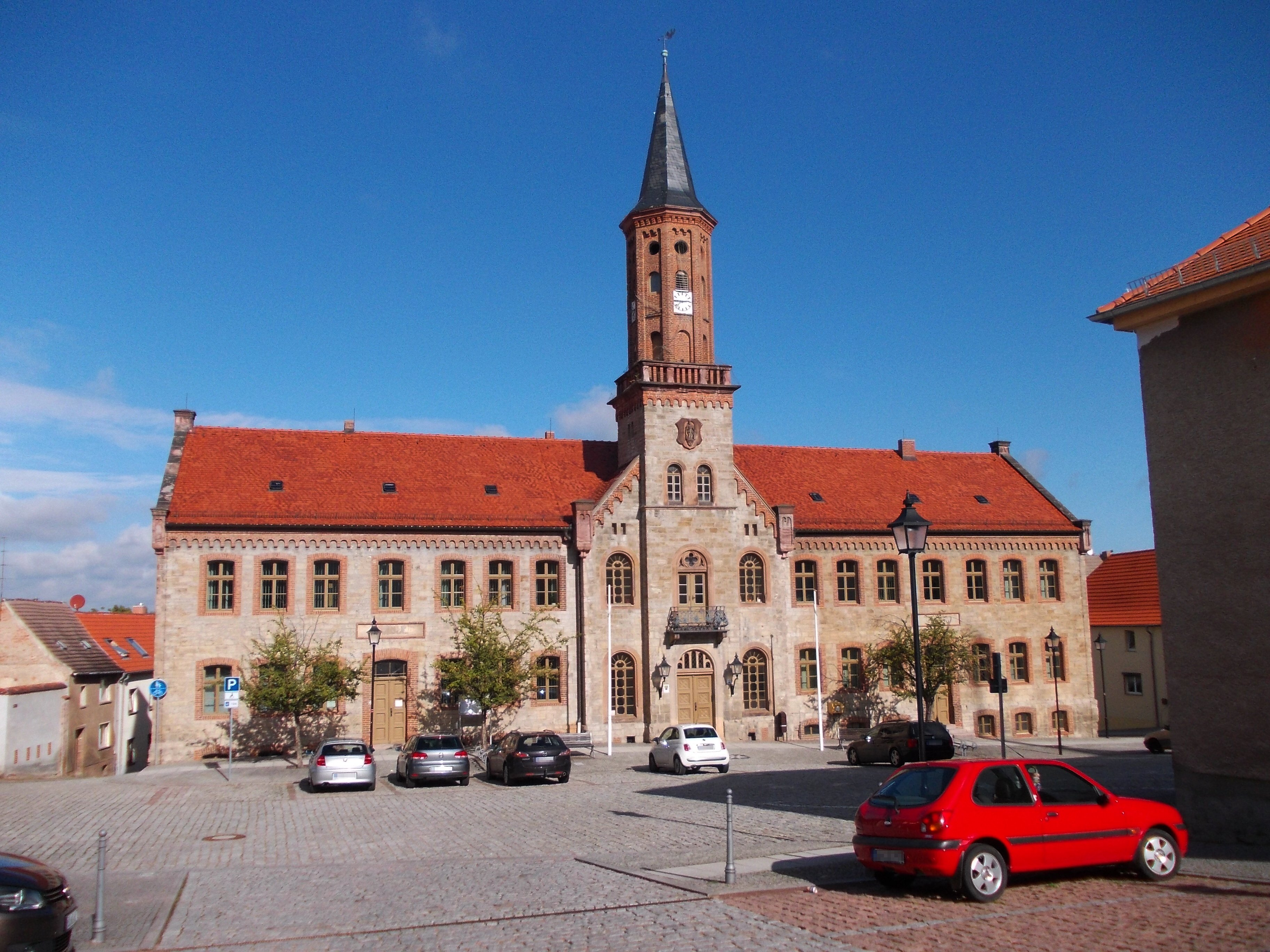
Rathaus Könnern

Das Rathaus von Könnern ist ein Baudenkmal im Salzlandkreis in Sachsen-Anhalt.
Könnern entwickelte sich im 14. Jahrhundert zur Stadt. Genaue Daten zur Erlangung verschiedener Marktrechte (Weihnachtsmarkt, Ostermarkt) sind nicht bekannt, einzig, dass im Jahr 1480 der Bartholomäimarkt hinzukam. Das weitere Aufblühen verdankte die Stadt bis zum 18. Jahrhundert dem Kupferschieferbergbau und dann vor allem der Erschließung der Braunkohle. Dies führte zur Arnsiedlung von zahlreichen Fabriken.
Diese Entwicklung erklärt, wieso die Stadt trotz einer relativ geringen Einwohnerzahl über ein imposantes Rathaus verfügt. Dieses Bauwerk prägt den höher gelegenen Marktplatz, an dessen Nordseite es steht. Flankiert von je sieben Fenster-Achsen ist der Mittelteil sowohl an der Nord- als auch an der Südseite des Gebäudes besonders betont. Während sich an der südlichen Marktseite ein Turmrisalit mit Rundbogenfenstern, Balkon, Statue des heiligen Wenzel, dem auch die nahe Kirche geweiht ist, quadratischer Turm-Galerie und achteckiger Laterne mit Pyramidenhelm befindet, besitzt auch die Nordseite einen Mittelrisalit.
Der erste Nachweis eines Rathauses ist auf das Jahr 1364 datiert. Im Jahr 1753 entstand ein Neubau. Der heutige Bau stammt hingegen aus dem Jahr 1862 und vereint Elemente verschiedener Baustile. So ist der Risalit neoromanisch, die Baugliederung hingegen symmetrisch und dadurch noch im Klassizismus verhaftend. Die Flachbögen der meisten Fenster sind hingegen typisch für die Architektur des Barock. Am ehesten ist das Bauwerk dem Rundbogenstil zuzuordnen, der in der Mitte des 19. Jahrhunderts die Loslösung vom Klassizismus versuchte, indem er sich auf deutsche Vorbilder besann. Dies sieht man auch gut anhand der Rundbogenfriese den Giebelsn und Traufen.
Das Rathaus von Könnern steht unter Denkmalschutz und ist im Denkmalverzeichnis des Landes Sachsen-Anhalt mit der Nummer 094 60460 registriert. Während der Großteil des Gebäudes aus Bruchsteinen besteht, ist der Turmaufsatz in Ziegelstein ausgeführt. Es ist auch heute Sitz der Stadtverwaltung. Im Laufe der Zeit beherbergte es aber auch die Verwaltung eine Schule, die Polizei samt Gefängnis, das Amtsgericht und eine Gastwirtschaft.